# Centruchus decoratus
Centruchus decoratus är en insektsart som beskrevs av William Lucas Distant 1908. Centruchus decoratus ingår i släktet Centruchus och familjen hornstritar. Inga underarter finns listade i Catalogue of Life.